# 霹隆

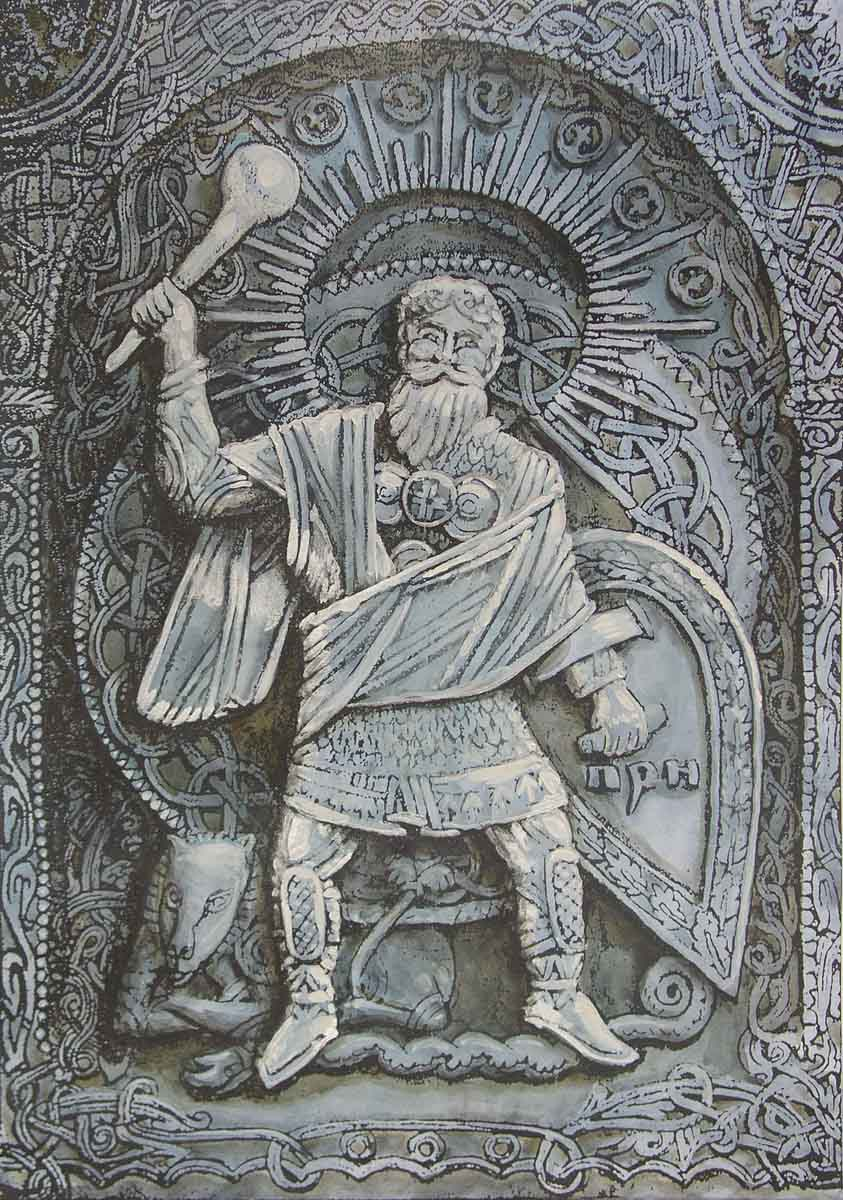
1998年馬克西米利安·普列斯尼亞科夫繪製的霹隆像

霹隆（Перун），又譯為佩龍，斯拉夫神話的神祇，為萬神殿（Pantheon）中位階最高的神明，掌管雷電。
就像日耳曼神話的雷神索爾，霹隆被形容為是一個有銅鬍子的暴躁男子。他騎乘著由公羊拖著的戰車，帶著斧頭或是鐵槌。斧頭可以斬殺惡人或是邪靈，而且在擲出之後，永遠會自動回到他手上。
他也掌管了火、高山、橡樹、鳶尾花、老鷹、天空、馬及戰車、武器與戰爭。在基督化时期，他被转化为圣徒“雷电的以利亚”。

## 武器

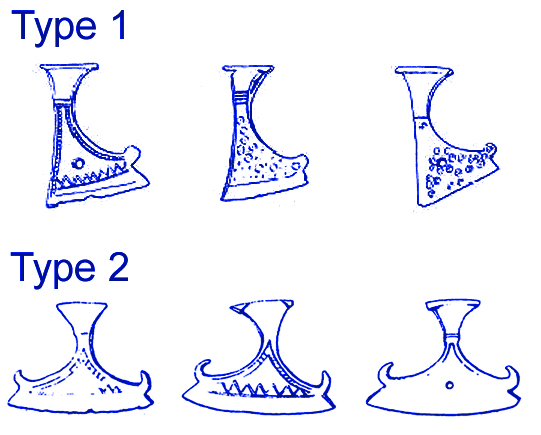
根据 11 世纪到 12 世纪的考古发现绘制的斯拉夫战斧护身符图画。

他配備了幾種神奇的武器。佩倫能夠用石頭和石箭召喚雷電，霹龍的武器可以抵禦厄運、邪惡魔法、疾病，當然還有閃電本身。
霹龍還有另一種武器，與他的火石箭一樣具有破壞性，但更不尋常：神秘的金蘋果。雖然這似乎不是一種武器，但在許多斯拉夫民間傳說中，金蘋果似乎是種法利強大的道具。例如一首帶有濃厚神話色彩的民謠：
……他抓起三個金蘋果，
把它們高高地拋向天空，
三道閃電從天而降，
第一道閃電擊中了兩個年輕的新郎，
第二道擊中了騎著棕色馬的pasha ，
第三道閃電擊中了六百名婚禮賓客，
沒有目擊者留下，甚至沒有說出他們是怎麼死的。